# Aucuba eriobotryifolia
Aucuba eriobotryifolia är en garryaväxtart som beskrevs av Fa Tsuan Wang. Aucuba eriobotryifolia ingår i släktet aukubor, och familjen garryaväxter. Inga underarter finns listade.